# Łosice
Łosice is een stad in het Poolse woiwodschap Mazovië, gelegen in de powiat Łosicki. De oppervlakte bedraagt 23,75 km², het inwonertal 7205 (2005).

## Geboren
- Jan Borkowski (1952), politicus en diplomaat